# 貝瑟尼 (康乃狄克州)
贝瑟尼（英語：Bethany）是一個位於美国康乃狄克州新哈芬縣的城鎮。

## 地理
贝瑟尼的座標為41°25′32″N 72°59′33″W / 41.42556°N 72.99250°W，而該地的平均海拔高度為175米（即574英尺）。

## 人口
根據2010年美國人口普查的數據，贝瑟尼的面積為55.40平方千米，當中陸地面積為54.40平方千米，而水域面積為1.00平方千米。當地共有人口5563人，而人口密度為每平方千米100人。